# Lucius Antonius Saturninus
Lucius Antonius Saturninus var romersk guvernør i Germania Superior under kejser Domitian. I foråret år 89 anførte han et oprør mod kejseren ved hjælp af legionerne XIV Gemina og XXI Rapax, som lå i Moguntiacum (Mainz). Hans germanske forbundsfæller skulle have sluttet sig til ham, men blev forhindret af, at tøbruddet pludselig ramteRhinen, der var tilfrosset, hvorefter oprøret hurtigt blev slået ned af Domitians general Lucius Appius Maximus, som efterfølgende brændte Saturninus' breve for at undgå at implicere andre. Domitian lod imidlertid mange andre henrette sammen med Saturninus og lod deres hoveder udstille i Rom. Legion XXI blev sendt til Pannonien. og Domitian indførte en lov, der forbød, at to legioner delte lejr.
| Biografi | Spire Denne biografi er en spire som bør udbygges. Du er velkommen til at hjælpe Wikipedia ved at udvide den. |